# ژولیان
ژولیان یا یولیانوس (به لاتین: Flavius Claudius Julianus) امپراتور روم از ۳۶۱ تا ۳۶۳ میلادی و همچنین فیلسوف و نویسنده برجسته یونانی بود. رد دین مسیحیت و ترویج یونانی گرایی نوافلاطونی به جای آن باعث شده که در سنت مسیحی از او به عنوان ژولیان مرتد یاد شود.

## تازش به ایران و پایان کار

ژولیان امپراتور روم در زیر پای اردشیر دوم، کتیبه تاج ستانی اردشیر دوم در تاق بستان

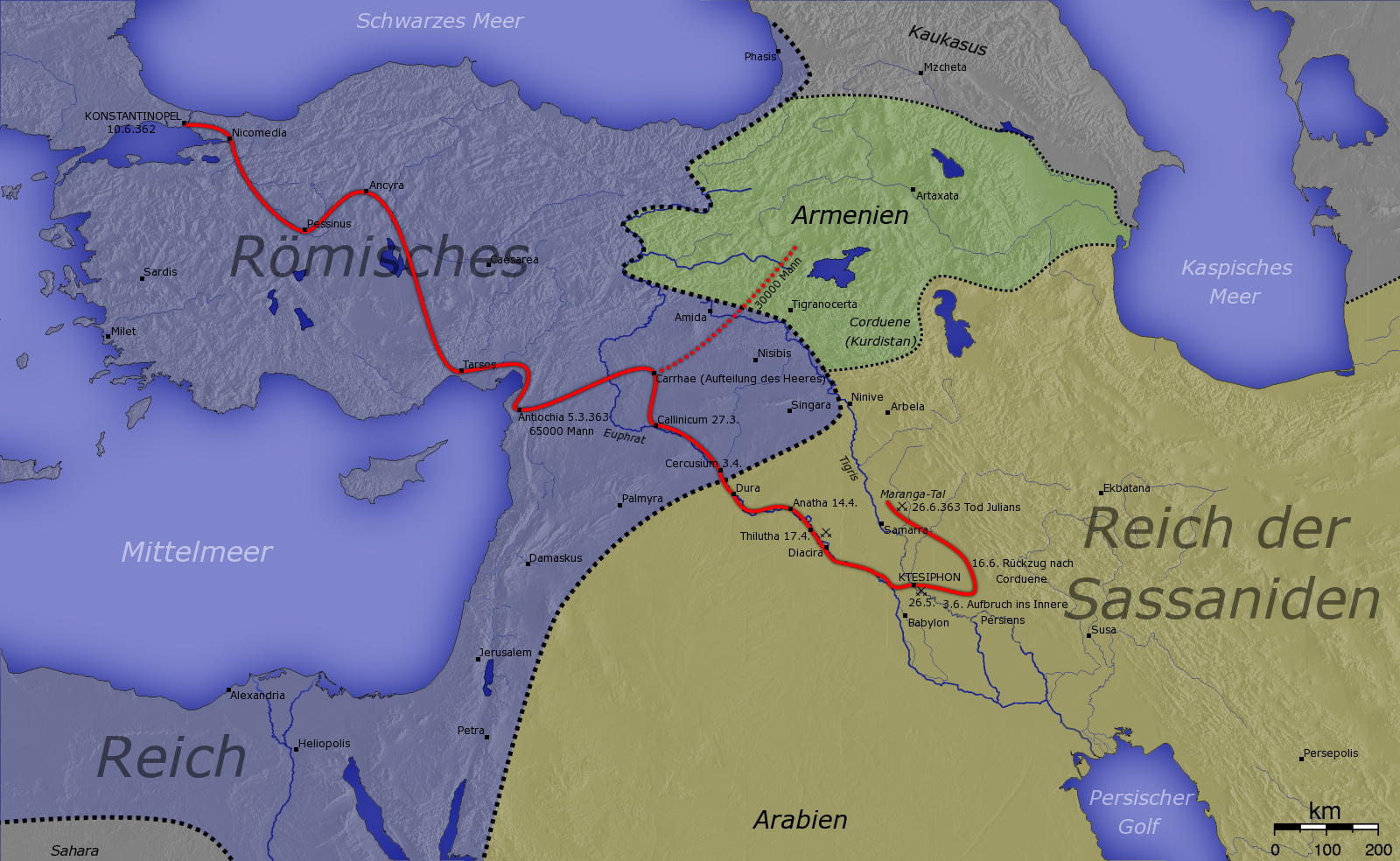
حمله به ایران در سال ۳۶۳میلادی

وی در ۳۶۳ به تلافی تازش شاپور دوم به آمِد در سال ۳۵۹ میلادی به ایران تاخت و در آغاز پیروزی‌هایی به‌دست‌آورد. فرماندهی سواره نظام او با شاهزاده ایرانی هرمز برادر شاپور دوم بود، که به ایران پشت کرده بود. یولیانوس در پیروزی‌هایش از ابزار جاسوسان و خائنان بهره می‌برد. او در تازش به ایران ناوگان دریایی خود را در پشت سر ویران نموده بود تا به سپاهیانش نشان دهد که راهی برای گریز نیست و باید پیروز شوند. شاپور دوم نیز در میانرودان از سیاست زمین سوخته بهره‌برد. بدین‌گونه سرزمین‌هایی بی‌کاربرد به دست رومیان می‌افتاد و در نتیجه رومیان با گرسنگی رودررو گشتند. سرانجام در ژوئن ۳۶۳ ایرانیان به کمک فیل‌های جنگی و همچنین سواره‌نظام سنگین اسلحه خود، سپاه روم را در نبرد سامرا در هم شکستند و ژولیانوس نیز با نیزهٔ سواری نیزه‌دار کشته‌شد.